# Carn a' Chlamain
Carn a' Chlamain är ett berg i Storbritannien.   Det ligger i kommunen Perth and Kinross och riksdelen Skottland, i den norra delen av landet, 600 km norr om huvudstaden London. Toppen på Carn a' Chlamain är 963 meter över havet, eller 317 meter över den omgivande terrängen. Bredden vid basen är 7,4 km.
Terrängen runt Carn a' Chlamain är huvudsakligen kuperad. Trakten runt Carn a' Chlamain är nära nog obefolkad, med mindre än två invånare per kvadratkilometer. Närmaste större samhälle är Pitlochry, 17,6 km söder om Carn a' Chlamain. Omgivningarna runt Carn a' Chlamain är i huvudsak ett öppet busklandskap.